# شو زهنغ
شو زهنغ (بالصينية: 徐铮) هو لاعب كرة قاعدة صيني، ولد في 10 مايو 1981 في بكين في الصين.

## وصلات خارجية
- شو زهنغ على موقع أوليمبيديا (الإنجليزية)
- شو زهنغ على موقع اللجنة الأولمبية الصينية (الإنجليزية)